# Toussaint Ngoma Foumanet
Toussaint Ngoma Foumanet C.S.Sp. (ur. 1 listopada 1975 w Sibiti) – kongijski duchowny katolicki, biskup diecezjalny Dolisie od 2022.

## Życiorys
Święcenia kapłańskie otrzymał 26 lipca 2008 w zakonie duchaczy. Pracował głównie w zakonnych parafiach, był też m.in. asystentem prowincjała i prowincjałem, a także przewodniczącym Konferencji Przełożonych Duchackich Afryki i Madagaskaru.
11 maja 2022 papież Franciszek mianował go biskupem diecezjalnym Dolisie. Sakry udzielił mu 31 lipca 2022 kardynał Dieudonné Nzapalainga.